# Протести в Ефіопії (2016)
Протести спалахнули в Ефіопії  5 серпня 2016 року у зв'язку з закликами опозиції. Протестувальники вимагали політичних і соціальних реформ, зокрема покласти край порушенням прав людини (у тому числі вбивства мирних жителів, масові арешти, урядове захоплення земель, і політична маргіналізація опозиції). Уряд відповів шляхом обмеження доступу до Інтернету і нападу та арешти протестувальників.

## Серпень

### Оромія
За даними дипломатичних, громадських організацій, а також опозиційних джерел, протести на теренах штату Оромія призвели до загибелі як мінімум 48 осіб, 5 і 6 серпня.

### Аддис-Абеба
6 серпня сотні демонстрантів пройшли маршем на площу Мескель і кричали «ми хочемо свободи» та «звільніть наших політичних в'язнів». Десятки протестувальників були заарештовані за протест поліцією Аддис-Абеби .

### Амхара
30 людей загинули в регіоні Амхара, щонайменше 27 людей померли в столиці регіону, місті Бахр-дар.

### Реакції
Внутрішні
Влада Ефіопії заблокувала доступ в Інтернет в декількох регіонах країни і звинуватила «зовнішніх ворогів» у протестах. Прем'єр-міністр Ефіопії Гайле Мар'ям Десалень заявив, що «уряд усвідомлює, що ідеї і гасла відображені в демонстрації не представляють народ Оромо або Гондар.»
Oromo Federalist Congress, опозиційна партія, яка є членом форуму для демократичного діалогу, повідомила, що 400 осіб були вбиті в акціях протесту (хоча Reuters та інші світові інформагентства підтверджують більш низьку цифру).
Міжнародна
Посольство США в Аддис-Абебі випустила заяву про свою стурбованість.

## Жовтень
2 жовтня під час розгону антиурядового протесту оромо під час тисняви загинуло понад 50 людей.